# Sponsor (läkemedelsstudie)
Sponsor i en läkemedelsstudie är den person som ansvarar för att starta, organisera och/eller finansiera en klinisk prövning för ett läkemedel.
Sponsorn kan vara en fysisk eller juridisk person. I klinisk läkemedelsutveckling är en sponsor en individ, en akademisk eller kommersiell verksamhet som står för initiering, genomförande och finansiering av den kliniska prövningen.
Sponsorna har ett övergripande ansvar för genomförande av studien och ansvarar för att:
- Det finns skriftliga instruktioner för arbete, kvalitetskontroll och kvalitetssäkring.
- Instruktioner följs.
- Deltagarna i studien är försäkrade eller på annat sätt är garanterade ekonomiskt skydd.

Sponsorn kan delegera samtliga eller delar av sina arbetsuppgifter till en enskild person, ett företag, en institution eller en organisation. Detta är vanligt när stora internationella företag vill genomföra studier i olika länder. Sponsorn behåller dock alltid ansvaret för att studien genomförs och rapporteras enligt gällande regelverk.